# Peridontopyge poculifera
Peridontopyge poculifera är en mångfotingart som beskrevs av Demange 1972. Peridontopyge poculifera ingår i släktet Peridontopyge och familjen Odontopygidae. Inga underarter finns listade i Catalogue of Life.